# 台風クラブ (バンド)
台風クラブ（たいふうクラブ）は、日本の京都府で結成されたロックバンド。2013年末に大阪府出身の石塚淳、伊奈昌宏他3名で結成され、2014年にメンバーの脱退を経て、山本啓太を迎え現在の3人編成となった。

## 概要
バンドのギタリストである石塚は、中学生時に流行していたTHEE MICHELLE GUN ELEPHANT、THE HIGH-LOWSなどのロックバンドが音楽の原体験であると語っている。同時期にはメロコアバンドが流行していたものの、石塚はそれらには行かず、日本語の歌詞を歌うことに疑いを持たず、それらの影響を受けながら音楽活動に入ったという。それから高校へ上がると、THE NEATBEATSやちぇるしぃなどのガレージロックへ傾倒し、さらに日本語歌詞への固執を強めた。

## メンバー

### 石塚淳
ギタリスト、ボーカリスト。1986年生まれ。大阪府河内長野市の生まれで、初芝富田林高等学校、立命館大学出身。

### 山本啓太
ベーシスト。1985年生まれ。大阪府堺市出身で、石塚と同じ初芝富田林高等学校出身で、大阪工業大学中退。石塚と共に堺でガレージロックのバンドを組んでいたが、バンドの不調に伴い事実的な脱退を果たし、映像の職を志して映画監督の河瀨直美の元で助監督を務めた経験がある。石塚、伊奈が台風クラブとして活動する際に、ベーシストのまっちゃんが脱退したのを機に二代目ベーシストとして加入した。

### 伊奈昌宏
ドラマー。1982年生まれ。愛知県出身で、石塚と同じ立命館大学出身。石塚とは大学の音楽サークルで出会い、それから石塚は大学卒業を機に結成した今出川ラナウェイズのドラマーとなった。

### 旧メンバー

#### 松本ケイシ (まっちゃん)
初代ベーシスト。京都で石塚が結成した今出川ラナウェイズのベーシストで、台風クラブ発足に伴い伊奈と共にバンド結成メンバーとなった。

## 経歴

### 結成前
現フロントマンの石塚と山本はそれぞれ大阪府の河内長野市、堺市の生まれで、小学生のころから交流があった。初芝富田林高等学校へ通学していた両者は、当時学内で流行していたロックンロールの影響でそれぞれ音楽に心酔していた。当時ドラマーとして活動していた石塚は自身で制作した楽曲を中心に、リトル・リチャードの楽曲の日本語詞カバーなどをライブで披露していた。京都府立命館大学へ進学した石塚は、現ドラマーの伊奈と出会うが、当時は特に音楽活動を共にすることはなかったという。音楽サークルで音楽の趣味が共通する相手のいなかった石塚は、山本を始めとする大学と無関係なメンバーでバンドを結成し、毎週堺市で練習に励んだという。当時のメンバーは石塚と山本の他、現Nの集落として活動するンダ、そして当時バンドの練習場所として使っていたガレージを管理する会社の息子の士師という人物の4人編成だった。
3コードのロックンロールを志向し、マイナーコード、16分を禁止するなどの制約を課し活動していたバンドだったが、当時を石塚は、「自ら首を絞めていた」と語っている。実際にそれが原因でバンドは上手く行かず、その結果山本が映像の仕事へ就くためにバンドをばっくれ、事実的な脱退となった。石塚はバンドが立ち行かなったのを見て真面目に大学へ通い始め、8年かけて卒業するまで、バンド活動はほとんど空白となっていた。晴れて卒業後、石塚は当時頻繁に遊びに出かけていた京都大学吉田寮で出会った面子と、新たなバンド今出川ラナウェイズを結成する。当時のメンバーは石塚がギター、伊奈がドラム、まっちゃんと呼ばれるベーシスト、まっちゃんが連れてきたキーボーディストの4人編成であった。かつてのバンドよりもコンセプチュアルな側面は持たず、コンスタントなライブ活動や音楽リリースも行わなかった。ただかつてのバンドで自ら課していた制約、つきものを落とすという側面が強かったという。

### 台風クラブ結成 - 現体制の確立
2013年の夏、石塚は新たに台風クラブを結成する。やはり制約を課すことはなく、「おもむくままにやろう」という感じで活動を始めた。当初は石塚、伊奈、まっちゃんの3人編成で始まり、年末に最初の音源となる「12月14日」がリリースされる。しかしそれからまっちゃんの気分屋な性格が災いし、バンド活動に支障が発生し、まっちゃんは挙句に脱退してしまう。再び活動が立ち行かなくなる。このころ、石塚は山本との交流を復活させており、共にライブ観賞していた際、再びバンドを共にやらないかと誘う。2014年の大晦日、台風クラブは現体制の3人で初ライブを開催する。当時大雨の影響で出演時間が押し、最終的には元旦の朝3時にまでなったという。バンドは同年京都で開催されるライブサーキットイベント「いつまでも世界は…」へ出演し、イベントのオムニバスアルバムへ楽曲「処暑」を提供する。それからバンドはイベントへの出演依頼などが増え、活動が活発化する。

### 「ずる休み」 - 現在
イベントへの誘いの増加を理由に、バンドは新たに音源を作るべく、2015年秋に3曲入りシングル「ずる休み」をリリースする。翌年にはタカダスマイルとのスプリットシングル「ついのすみか／かくれんぼ」、漫画家の本秀康のレーベル雷音レコードより「ずる休み」のアナログレコードバージョン、2017年に入るとセブンインチレコードシングル「相棒／飛・び・た・い」をリリースする。その直後8月、キャリア初のフルアルバムである「初期の台風クラブ」をリリースする。アルバムは同年9月4日付けのオリコンチャートで96位へランクインした。アルバムタイトル通り、バンドの初期作品集となった本作は音楽評論家から高い評価を受け、2018年発表のCDショップ大賞では準大賞を獲得した。

## ディスコグラフィ
デモCD
- 「12月14日」

シングル
- 「ずる休み」
- 台風クラブ「ついのすみか」／タカダスマイル「かくれんぼ」
- 「相棒／飛・び・た・い」
- 「火の玉ロック」
- 「日暮し」
- 「下宿屋ゆうれい」
- 「野良よ！」
- 「台風クラブとビフォアーズ」

アルバム
- 「初期の台風クラブ」
- 「アルバム第二集」